# Crespinell pirinenc
El crespinell pirinenc (Sedum anglicum) és una espècie de planta crassulàcia suculenta. És originària de l'est d'Europa des de Noruega a Sierra Nevada (Espanya) incloent els Pirineus. Té les fulles esparses; flors subsèssils; pètals aguts; planta d'un verd glaucescent clar, sovint més o menys rosàcia, pètals blanc o de color de rosa. Fa de 5 a 15 cm d'alt. Floreix de juny a agost. Als Països Catalans només es troba als Pirineus de Catalunya, la subespècie pyrenaicum, viu dels 1400 als 2.300 metres d'altitud. Creix en replans de roques, codines en sòls silicis àcids.